# Хермина Разградян
Хермина Разгратлян (с варианти на фамилията Разградлян и Разкратлян), също Хермине Разкратлян и Хермине Рагзраян (на български: Хермина Разградян; Хермине Разградлян; 26 май 1926 – юли 1944), е българска партизанка от арменски произход, известна като Сашка или Саша, от чета „Бойчо Огнянов“ от партизанска бригада „Чавдар“. Членува в Работническия младежки съюз.

## Биография
Родена е на 26 май 1926 г. в София, в семейство на арменски бежанци от Османската империя. Баща ѝ Даниел Разградлян е училищен учител, след като се заселват в България. Именно той вдъхна у Хермелин любов към родината и знания. Тъй като семейството ѝ не е богато, Хермина от ранно детство съчетава обучението си с работа в тютюневи складове. Била е член на Българския работнически младежки съюз.
С избухването на Втората световна война тайно от родителите си постъпва в Софийската партизанска бригада „Чавдар“, където бързо става любимка на цялата бригада. Партизанската бригада се състои от 2 чети: „Бачо Киро“ и „Бойчо Огнянов“. Командир на последната е Давид Елазар, в неговата чета е зачислена Хермина Разградлян.
В състава на Бойчо-Огняновската чета Хермина и нейните другари участват в много партизански акции. През март 1944 г. тя пише последното си писмо до майка си, което завършва с думите:
| „ | Любима майко, знам, че твоята Хермелин ти причинява голяма скръб. Прости ми, че те напуснах, баща на моите роднини, не можех да постъпя иначе. Каквото и да се случи с мен, не бъдете тъжни. Трябва да се гордеете, че вашата Хермелин посвещава живота си на постигането на свободата и щастието на хората. Знам, че страданията ни няма да бъдат напразни... И слънцето на свободата ще изгрее над България. Много ми се иска да видя този прекрасен изгрев. Целувам те топло, твоя Хермелин. | “ |

През 1944 г. партизанската чета е обкръжена след нейна акция. Преследвани от жандармерията партизаните пробиват кордона с бой и навлизат в планината. След като напуска Жерковското дефиле, четата прави кратка спирка и се придвижва на изток по старопланинското било. На 20 юни партизаните спират на лагер при връх Свищи плаз в района на Говедарци. Сутринта на 24 юни покрай лагера минават селяни от близкото село. След разговор с тях четата не сменя лагера, а през нощта започва да вали силен дъжд. Партизаните са принудени да запалят огън, за да изсушат вещите си. Сутринта се спуска гъста мъгла и като се разсейва, става ясно, че жандармеристите са ги разпознали и са обградили четата. Първите неочаквани изстрели убиват 4 души. Около огъня, където са се събрали партизаните, започва яростна стрелба. След като се измъква от обкръжението, Хермине Разградлян тръгва по билото към връх Баба. Сашка, спасявайки се преследването за няколко дни, гладна и измръзнала, се скита сама из българските планини. Изтощена, тя се отбива до скрита кошница с хляб в местността Попсалийск край град Етрополе. Забелязана е от баща и син Попчелиеви и е докладвана в жандармерията. Хермине Разградлян е арестувана и откарана в Етрополе, където е подложена на жесток побой и малтретиране, но така и не издава необходимата информация на жандармеристите. След като е откарана в Ботевград, и там не промълвя и дума, проявявайки смелост и героизъм, и издържа на всички изтезания. Накрая, след като счупват всичките ѝ пръсти на ръцете и краката, решават да я застрелят. За целта е докарана в село Литаково и е разстреляна; според други версии е обесена или след дълъг побой е заровена жива.
Погребана е с почести на 12 юли 1945 г.

## Памет
Българската революционерка Малвина Пъчварова пише за Хермина Разградян следното: „Името ѝ е заобиколено от прославения венец на мъченица-героиня. Изразяваме уважение към безсмъртната и памет и оставяме идеите, за които тя умря, да живеят вечно“. Силва Капутикян сравнява подвига на Хермине Разградян с подвига на съвременницата си Зоя Космодемянская, която също е убита от немците след множество изтезания. Българският поет и прозаик Веселин Андреев посвещава на партизанката стихотворението „Сашка“, където представя героичния край на живота на Ермина Разградлян. Командирът на бригада „Чавдар“ Добри Джуров, който по-късно става армейски генерал и министър на народната отбрана на България, припомня Ермин Разглалян в книгата си „Мургаш: Мемоари“.Друг български политик, генерал-майор Желязко Колев, в спомените си за партизанското движение и участието си в чавдарската чета „Бачо Киро“, припомняйки си Хермелина, отбелязва, че тя е била добродушно и смело момиче, но като партизанка е мълчалива и усърдна.
За познанството си със Саша говори известният български сценарист и писател Христо Ганев , който също като Хермелина е боец на партизанската бригада „Чавдар“.
На военния мемориал в с. Литаково е издигнат паметник на Хермелина Разградлян.
През септември 2013 г. излиза автобиографична книга на българския юрист, ветеран от войните Стефан Цацов, в която се казва: „Когато партизанинката Сашка беше пленена“. В тази глава Цацов описва среща с младата и красива арменка Хермине Разкратлян, която е заловена от жандармите и очаква съдбата си в мазето.

## Галерия
- Гробът на Хермина Разградян във воинския мемориал в Литаково
- Паметникът на Хермина Разградян във воинския мемориал в Литаково